# Reloj de abuelo

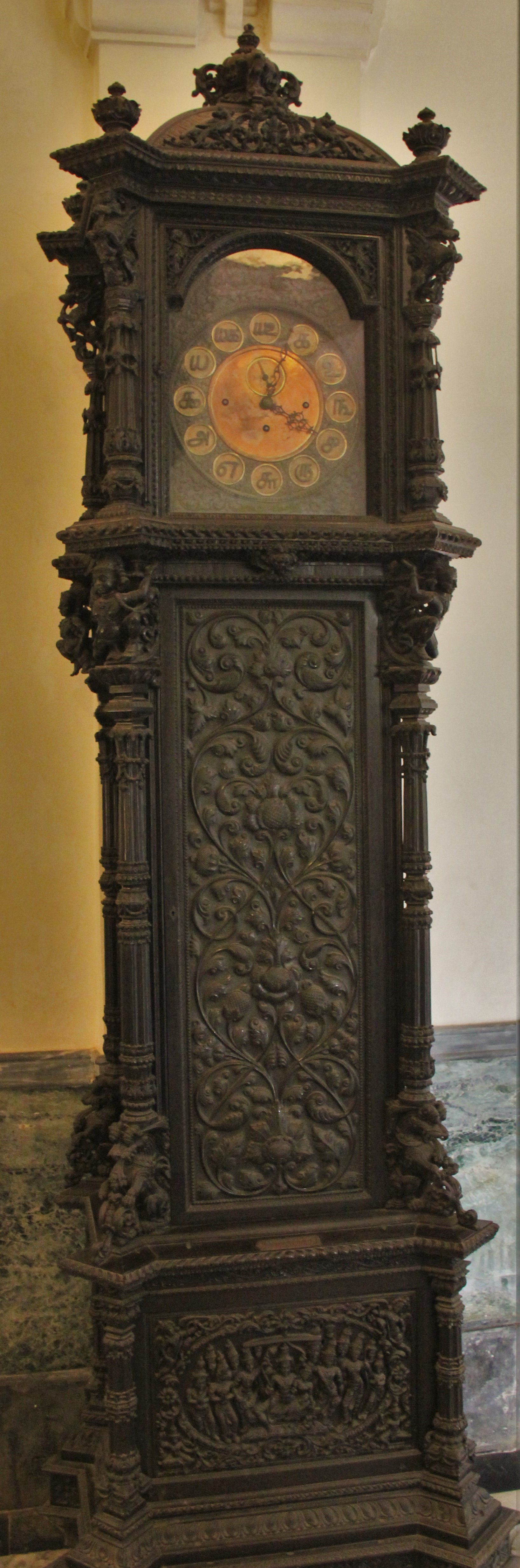
Reloj de caja larga de 8 días. Este ejemplo se remonta a 1700 y el caso a finales del siglo XIX y principios del XX. La esfera original de este reloj fue reemplazada por una esfera de latón con números tamiles, quizás de la misma época que la caja. El estuche largo original también fue reemplazado por un estuche de madera tallada en forma de mandapa hecho al estilo del sur de la India. El frente y los paneles laterales están realizados en metal repujado con meandros florales. La parte inferior de la caja representa escenas mitológicas y la caja fue fabricada en la Escuela de Artes de Madrás. Este reloj se encuentra en exhibición en el Museo del Príncipe de Gales en Mumbai y fue donado por Dorab Tata.

Un reloj de pie (también llamado de antesala, de caja larga, de caja alta o de piso) es un reloj de péndulo alto, independiente y accionado por pesas, con el péndulo sostenido dentro de la torre o la cintura de la caja. Los relojes de este estilo son comúnmente de 1,8 a 2,4 metros de altura con un péndulo cerrado y pesas suspendidas por cables o cadenas que deben calibrarse ocasionalmente para mantener el tiempo adecuado. La caja a menudo presenta una ornamentación elaboradamente tallada en el capó, que rodea y enmarca la esfera del reloj. El desarrollo de esta forma en 1670 se le atribuye al relojero inglés William Clement. Hasta principios del siglo XX, los relojes de péndulo eran la tecnología de cronometraje más precisa del mundo y los relojes de caja larga, debido a su precisión superior, servían como estándares de tiempo para los hogares y las empresas. Hoy en día se conservan principalmente por su valor decorativo y por su antigüedad, y han sido ampliamente reemplazados por el cronometraje tanto analógico como digital.

## Origen

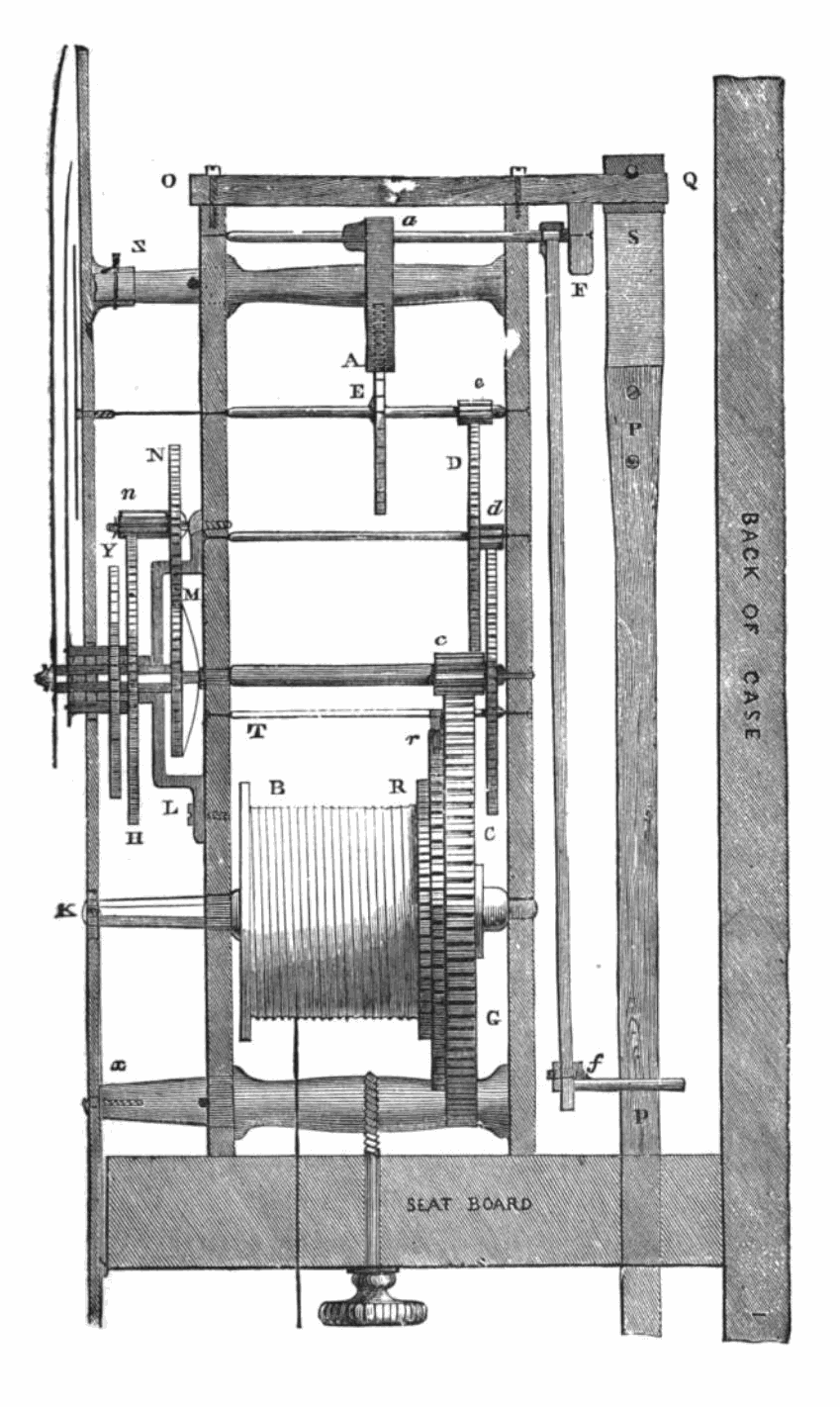
Vista lateral de un movimiento de reloj de caja larga sin mecanismo de percusión, mediados del.

Su origen se debe a la invención del mecanismo de escape de áncora por parte de Robert Hooke alrededor de 1658. Antes de la adopción de este escape, se usaba el escape de borde, más antiguo, que requería oscilaciones de péndulo muy amplias de aproximadamente 80 a 100 que a su vez requerirán péndulos largos que no se podían colocar dentro de una caja, por lo que la mayoría de los relojes independientes tenían péndulos cortos.

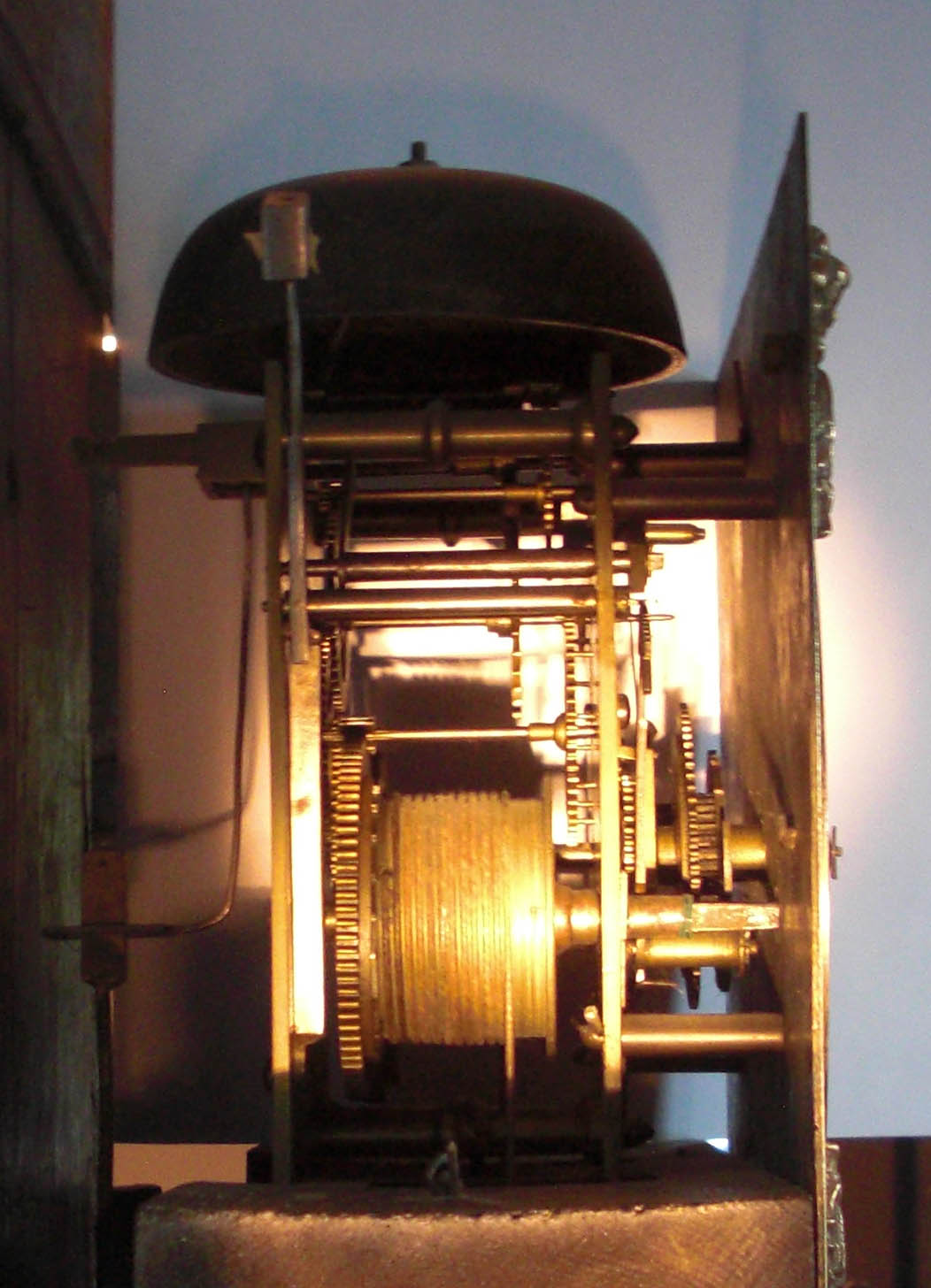
Vista lateral de un movimiento de reloj de caja larga de Timothy Mason con mecanismo de percusión, alrededor de 1730

El nuevo escape redujo la oscilación del péndulo a alrededor de 4 °-6 °,  lo que permitió a los relojeros usar péndulos más largos, que tenían "recorridos" más lentos. Estos consumían menos energía, lo que permitía que los relojes funcionaran más tiempo entre cargas, causaban menos fricción y desgaste en el movimiento y eran más precisos. Casi todos los relojes de caja larga usan un péndulo de segundos (también llamado péndulo "Royal"  ), lo que significa que cada oscilación (o medio período) toma un segundo. Estos son alrededor de un metro  de largo (hasta el centro de la lenteja), lo que requiere una caja larga y estrecha. La caja larga y estrecha  es anterior al reloj con escape de áncora por unas pocas décadas, apareciendo en los relojes en 1660 para permitir una caída larga de los pesos. Sin embargo, una vez que se empezó a usar el péndulo de segundos, este estuche de peso largo resultó perfecto para albergarlo también.
El relojero británico William Clement, quien disputó el crédito por el escape de áncora con Robert Hooke, hizo los primeros relojes de caja larga en 1680. Más tarde, ese mismo año, Thomas Tompion, el relojero británico más destacado, también los estaba fabricando. Los relojes de caja larga se extendieron rápidamente desde Inglaterra a otros países europeos y Asia.
Los primeros relojes de caja larga, como todos los relojes anteriores al escape de áncora, tenían una sola manecilla; lamanecilla de hora. La mayor precisión que hizo posible el escape de áncora motivó la adición del minutero a las esferas de los relojes en las próximas décadas.
Entre 1680 y 1800, el precio medio de un reloj de pie en Inglaterra se mantuvo estable en 1,10 libras esterlinas. En 1680, esta era la cantidad que pagaba una familia trabajadora promedio por el alquiler de un año, por lo que la compra de relojes se limitaba a los relativamente acomodados. Pero para 1800 los salarios habían aumentado lo suficiente como para que muchos hogares de clase media baja tuvieran relojes de pie.
Los relojes de caja larga modernos utilizan una variación más precisa del escape de áncora, llamados escapes de retroceso bloqueado.

## Descripción
Tradicionalmente, los relojes de caja larga se fabricaban con dos tipos de movimiento : de ocho días y de un día (30 horas). Un reloj con un movimiento de ocho días requería dar cuerda solo una vez a la semana, mientras que los relojes de 30 horas, generalmente menos costosos, tenían que darle cuerda todos los días. Los relojes de ocho días a menudo son impulsados por dos pesos: uno que impulsa el movimiento y el otro el mecanismo de sonería, que generalmente consiste en una campana o campanillas. Dichos movimientos suelen tener dos bocallaves, una a cada lado de la esfera para dar cuerda a cada uno. Por el contrario, los relojes de 30 horas a menudo tenían un solo peso para impulsar tanto el cronometraje como los mecanismos de sonería. Algunos relojes de 30 horas se hicieron con cerraduras falsas, para los clientes que deseaban que los invitados a su casa pensaran que el hogar podía pagar el reloj de ocho días más caro. Todos los relojes de caja larga llamativos modernos tienen campanadas mecánicas de cuartos de ocho días y movimientos llamativos de horas completas. La mayoría de los relojes de caja larga funcionan con cables, lo que significa que los pesos están suspendidos por cables. Si el cable se conectara directamente al peso, la carga provocaría la rotación y desenroscaría los hilos del cable, por lo que el cable se enrolla alrededor de una polea montada en la parte superior de cada peso. La ventaja mecánica de esta disposición también duplica el tiempo de funcionamiento permitido por una caída de peso dada.
Los relojes de cable se dan cuerda insertando una manivela especial (llamada "llave") en los orificios de la esfera del reloj y girándola. Otros, sin embargo, son accionados por cadenas, lo que significa que las pesas están suspendidas por cadenas que envuelven los engranajes en el mecanismo del reloj, con el otro extremo de la cadena colgando junto a la pesa. Para dar cuerda a un reloj de caja larga accionado por cadena, uno tira del extremo de cada cadena, levantando las pesas hasta que llegan justo debajo de la esfera del reloj.

## Secuencias llamativas
A principios del siglo XX, se agregaron secuencias de campanadas de cuarto de hora a los relojes de caja larga. En la parte superior de cada hora, suena la secuencia completa del timbre, seguida inmediatamente por el toque de la hora. 15 minutos después de cada hora, suena 1/4 de la secuencia de campanadas, al final de cada hora, suena la mitad de la secuencia de campanadas, y 15 minutos antes de cada hora, suenan 3/4 de la secuencia de campanadas. La melodía de campana utilizada en casi todos los relojes de caja larga es Westminster Quarters. Muchos también ofrecen la opción de campanillas de Whittington o campanillas de San Miguel, seleccionables mediante un interruptor montado en el lado derecho del dial, que también permite silenciar las campanillas si se desea. Como resultado de agregar secuencias de campanas, todos los relojes mecánicos de caja larga modernos tienen tres pesos en lugar de solo dos. El peso izquierdo proporciona energía para el toque de hora, el peso medio proporciona energía para el péndulo del reloj y las funciones generales de cronometraje, mientras que el peso derecho proporciona energía para las secuencias de campanadas de cuarto de hora.

## Denominación
El Oxford English Dictionary afirmó que la popular canción de 1876 My Grandfather's Clock es la responsable del nombre de "reloj de abuelo" que se aplica a los relojes de caja larga.

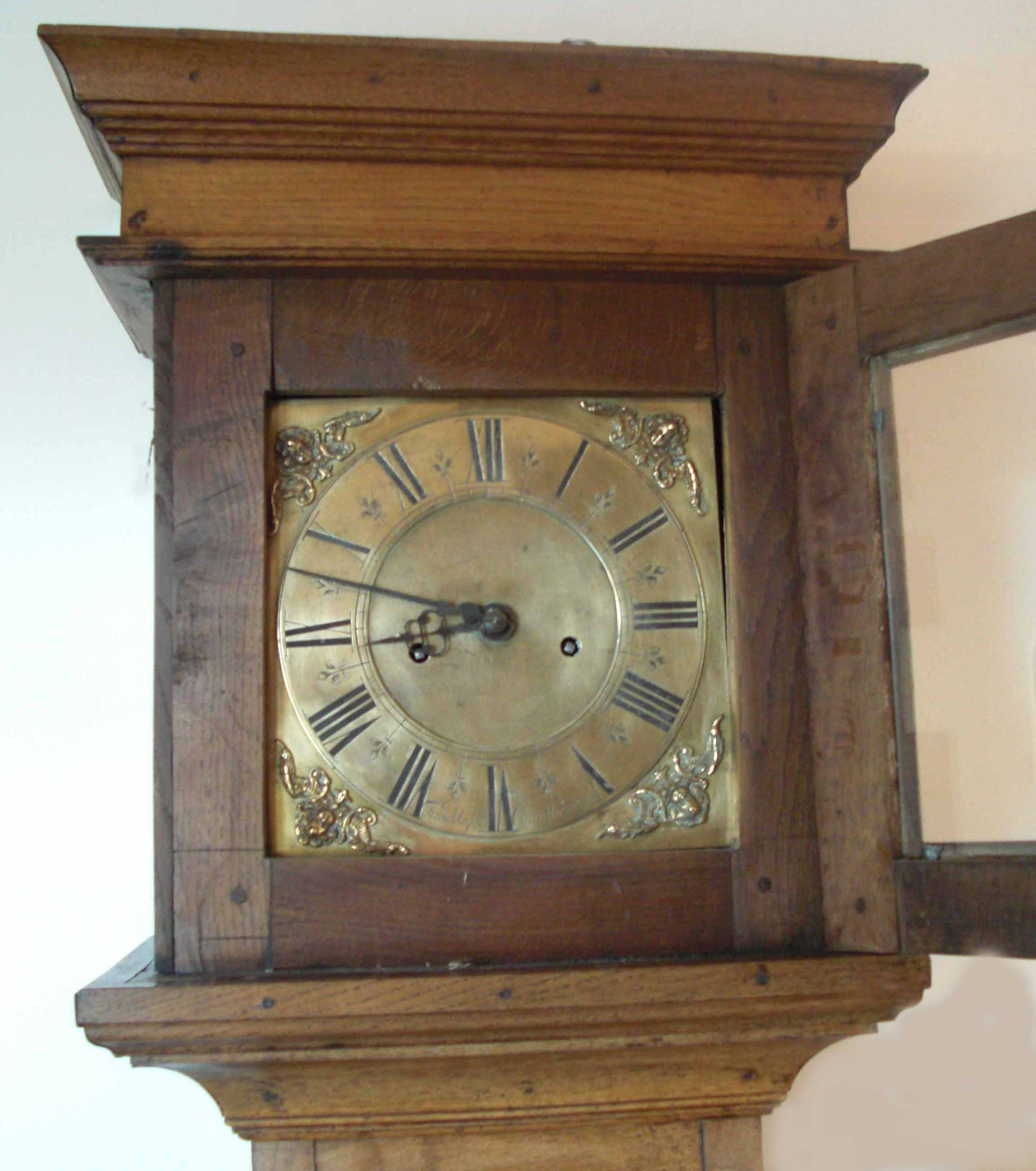
Esfera de reloj circa 1730 Timothy Mason (relojero) de Gainsborough

Esta canción fue compuesta por el compositor estadounidense Henry Clay Work que encontroun reloj de caja larga en The George Hotel en Piercebridge, en el condado de Durham en Inglaterra. Cuando preguntó por el reloj, le informaron que tenía dos dueños. Después de la muerte del primer propietario, el reloj se volvió inexacto y cuando murió el segundo propietario, el reloj dejó de funcionar por completo. Esta historia inspiró a Henry a crear la canción.
Los relojes de pie tienen una cierta altura, por lo general al menos 1,9 metros. También hay relojes de "abuela" y "nieta", que son un poco más cortos en altura.

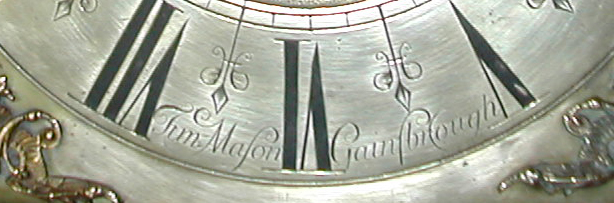
Firma de la esfera del reloj de Tim Mason

## Tipos

### Comtoise
Los relojes Comtoise, también conocidos como Morbier o Morez, son un tipo de relojes de caja larga fabricado en la región francesa del Franco Condado (de ahí su nombre). Las características que distinguen este estilo son una caja abultada con forma de "barriga" y un mayor uso de líneas curvas. A menudo, una gran pesa del péndulo, alargada y muy ornamentada se extiende por la caja (véase la foto).
La producción de estos relojes comenzó en 1680 y continuó durante un período de unos 230 años. Durante los años de máxima producción (1850-1890) se fabricaron más de 60.000 relojes cada año. Estos relojes fueron muy populares a lo largo  de varias generaciones; conservándose en granjas de toda Francia. Muchos Comtoise se pueden encontrar en Francia, pero también son frecuentes en España, Alemania y otras partes de Europa, aunque menos en los Estados Unidos. Muchos también se exportaron a otros países de Europa e incluso más lejos, al Imperio Otomano y hasta Tailandia. El mecanismo de metal solía estar protegido por una caja de madera.

### Bornholm y Mora
Los relojes de Bornholm son relojes de caja larga daneses y se fabricaron en Bornholm desde 1745 hasta 1900. En Suecia se fabricaba en Mora una variedad especial de relojes de caja larga, llamados relojes Mora.
Su fabricación comenzó en la década de 1740 cuando un barco inglés, que tenía relojes de caja larga en su bodega, quedó varado. Fueron enviados a reparar a un tornero llamado Poul Ottesen Arboe en Rønne y, como resultado de su reparación, aprendió lo suficiente sobre relojes para comenzar a hacer los suyos.

## Fabricantes históricos
Británicos
- John Alker o Alker de Wigan, Lancashire
- Allam y Clemente
- Samuel Ashton, Ashbourne
- Guillermo Barrow, Londres
- Familia Bilbie, Somerset
- Thomas Birchall Nantwich, Cheshire
- Peter Bower, Redlynch Wiltshire
- Joseph Bowles, Winbourne (es decir: Wimbourne ), Dorset. Activo 1791
- Samuel Bowles, Wimbourne, Dorset
- Robert Bryson, Edimburgo
- William Bucknall, Burslem (Stoke-on-Trent)
- Thomas Bullock, baño, Somerset
- Samuel Buxton, Diss, Norfolk
- John Calver, Woodbridge, Suffolk
- Tomas Cartwright
- John Clemente e hijo (Tring, Hertfordshire)
- Thomas Dobbie, Gorbals, Glasgow
- Richard Donisthorp ( fl. 1797), de Loughborough
- Mateo y Thomas Dutton
- Peter Fearnley, Wigan
- Juan Fernhill, Wrexham
- Thomas Hackney, Londres, c. 1700-1750
- Edward Harrison, Warrington
- John Harrison, Wakefield / Barrow upon Humber / Londres
- Nathaniel Hedge, Colchester, Essex
- holmes
- James Howden, Edimburgo
- Thomas marido, casco
- Tomas Johnson
- John Knibb, Oxford y Londres
- Joseph Knibb, Oxford y Londres
- William Lassell (1758-1790), Parque Toxteth, Liverpool
- Timothy Mason Gainsborough, Lincolnshire
- Alexander Miller, Montrose
- Peddie Stirling, Escocia
- daniel quare
- Thomas Ross, casco
- John SnellingAlton
- John Trubshaw, Londres
- Warry, Brístol
- James Woolley Codnor
- Thomas WorswickLancaster
- Tomas Wright
- Henry Young, Swaffham, Norfolk
- John Wyld, Nottingham
- Stephen Harris, Tonbridge

Irlandeses
- W Egan & Sons, Corcho
- Ezequiel Bullock, Lurgan
- Alexander Gordon, Dublín

Finlandes
- Maestros de Könni Könnin mestarit (1757–1865), Ilmajoki
- El Museo de Relojería de Finlandia es el maestro de los relojes de mesa y de bolsillo fabricados por Jaakko Könni
- El Museo Ilmajoki es Masters of Könni fabricó vehículos de caballos, relojes, telares, cerraduras, herramientas, máquinas de engranajes "keervärkki"

Estadounidenses
- Ansonia Clock Company (1851-2006), Ansonia, Connecticut y Brooklyn, Nueva York
- Benjamín Bagnall (1689-1773), Boston[9]
- Aaron Brokaw (1768–1853), Bridge Town, Nueva Jersey
- Isaac Brokaw (1746–1826), Bridge Town, Nueva Jersey
- Silas Merriman (1733–1805), New Haven, Connecticut
- Aaron Miller (-1778), municipio de Elizabeth, Nueva Jersey
- Luman Watson (1790–1834), Cincinnati
- Simón Willard (1753–1848), Roxbury, Massachusetts
- Relojes de abuelo Zachariah (1975-1987), Chicago, Illinois

fabricante de cajas australiano
- Harry Williams - Oxford Cabinet Company Pty Ltd (1946-1961), Granville, Nueva Gales del Sur, Australia

## Fabricantes actuales
- Relojes Hermle – Amherst VA
- Howard Miller Clock Company - Zelanda MI
- Ridgeway Clocks (propiedad ahora de Howard Miller Clock Co. )
- Relojes Novellon – India